# Gulaganjimane, Sringeri
Gulaganjimane là một làng thuộc tehsil Sringeri, huyện Chikmagalur, bang Karnataka, Ấn Độ.